# Таркек (супутник)
Таркек (Сатурн LII, лат. Tarqeq) — тридцять сьомий за віддаленістю від планети супутник Сатурна. Відкритий 5 січня 2006 року Скоттом Шеппардом, Девідом Джуїттом і Дженом Кліна. Оголошено про відкриття 13 квітня 2007 року. Супутник отримав офіційну назву 20 вересня 2007 року. Таркек належить до ескімоської групи супутників Сатурна.
У ескімоській міфології Таркек — божество Місяця.